# Hundwil
Hundwil é uma comuna da Suíça, no Cantão Appenzell Exterior, com cerca de 997 habitantes. Estende-se por uma área de 23,94 km², de densidade populacional de 42 hab/km². Confina com as seguintes comunas: Gonten (AI), Herisau, Nesslau-Krummenau (SG), Schlatt-Haslen (AI), Schwende (AI), Stein, Urnäsch, Waldstatt, Wildhaus (SG). 
A língua oficial nesta comuna é o Alemão.

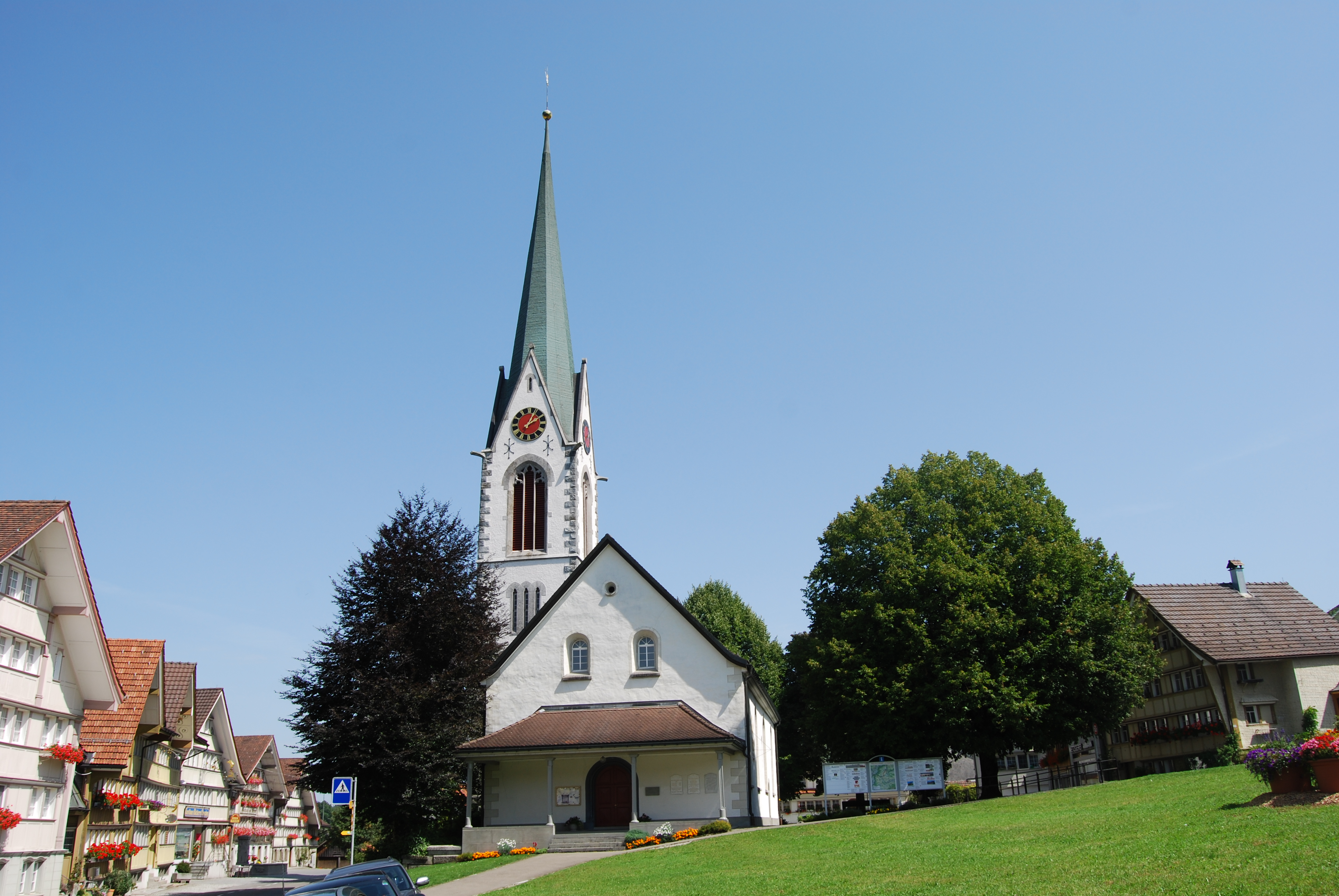
Hundwil